# Voyagers (2021)
Voyagers ist ein Science-Fiction-Thriller von Neil Burger, der Anfang April 2021 in die US-Kinos kam.

## Handlung
In naher Zukunft erhitzt sich die Erde immer mehr, sodass Dürren und Hungersnöte die Menschheit heimsuchen. 2063 findet die Wissenschaft in den Tiefen des Weltalls einen für die Besiedlung geeigneten Planeten, dessen Kolonisation den Fortbestand der Menschheit gewährleisten soll. Die Besatzung des Kolonisationsraumschiffs Humanitas soll sich während der 86 Jahre dauernden Reise fortpflanzen, sodass ihre Enkel schließlich den Zielplaneten erreichen. Hierzu werden 30 Retortenbabys aus dem Erbgut intelligenter Menschen gezüchtet, die in völliger Isolation zu Kindern heranwachsen, damit sie die Erde während ihrer einsamen Mission nicht vermissen. Für ihre späteren Aufgaben an Bord des Raumschiffs werden sie vom Wissenschaftler Richard trainiert, der sich schließlich entscheidet, die Kinder auf dem Flug ohne Rückkehr zu begleiten, um sie vor den Gefahren der Reise zu schützen.
Zehn Jahre nach dem Start der Humanitas sind die Kinder zu Teenagern herangewachsen. Jeder hat besondere Aufgaben an Bord, die von Richard überwacht werden und die jeder routiniert und fügsam erledigt. Eines Tages findet der Botaniker Christopher zufällig heraus, dass in dem blauen Getränk, das jeder nach den Mahlzeiten zu sich nimmt, eine unbekannte Substanz enthalten ist. Er hackt sich in den Bordcomputer und erfährt, dass die Substanz ein Medikament ist, das die Persönlichkeit stumpf und gefügig hält sowie den Sexualtrieb unterdrückt. Christopher und sein bester Freund Zac beschließen, das Getränk nicht mehr einzunehmen, und erleben zum ersten Mal Emotionen und Begierde. Beim Routinegespräch mit Richard offenbart Christopher, er habe eine geheime Kammer in den Bordplänen entdeckt. Richard erklärt, dass diese der dritten Bordgeneration vorbehalten sei. Er informiert die Missionsleitung auf der Erde, dass die Kinder beginnen, das Vertrauen zu ihm zu verlieren, und er ihnen die Wahrheit über alles mitteilen möchte, doch die Antwort wird aufgrund der inzwischen großen Entfernung erst in über zwei Monaten eintreffen.
Zac versucht, sich der Schiffsärztin Sela zu nähern, doch Richard unterbindet die Berührung. Als Zac beobachtet, wie Richard seinerseits die Hand auf Selas Schulter legt, weckt dies die Eifersucht in ihm. Kurze Zeit später stirbt Richard aus zunächst unbekanntem Grund bei der Außenbord-Reparatur einer Kommunikationseinheit, die er zusammen mit Christopher durchführt. Sein Gesicht und Oberkörper sind mit Brandwunden bedeckt. Kurz zuvor waren an Bord wieder unheimliche Geräusche an der Schiffshülle zu hören, die stets zu Besorgnis in der Gruppe geführt hatten, doch von Richard mit harmlosen Temperaturschwankungen im Metall erklärt worden waren. Nun sind einige der Meinung, es handele sich dabei um eine außerirdische Lebensform, die auch Richards Tod verursacht habe. Bei dem auftretenden Brand nach dem Vorfall wurden die Überwachungsaufzeichnungen zerstört, sodass die Angelegenheit vorerst unaufgeklärt bleibt.
Zac bietet sich an, ab jetzt die Führung der Gruppe zu übernehmen, doch bei einer geheimen Wahl wird Christopher als neuer Erster Offizier bestimmt. Er ordnet an, zunächst die vom Brand verursachten Schäden zu beheben. Zacs Eifersucht wird erneut geweckt, als er merkt, dass Christopher und Sela sich nähergekommen sind. Er eröffnet den anderen, dass das blaue Getränk eine Droge enthält, und stiftet sie an, dessen Einnahme zu verweigern. Das bisherige geordnete Bordleben verfällt dadurch zunehmend dem Chaos. Schlemmerorgien, Ausleben der Sexualität und Rangeleien sind an der Tagesordnung. Christophers Autorität schwindet, und schließlich reißt Zac die Macht an sich. Er behauptet, dass die außerirdische Lebensform, die Richard getötet habe, sich im Archiv versteckt halte. Als er mit Kai das Archiv untersucht, werden sie scheinbar angegriffen und flüchten, wobei weitere Archivdaten vernichtet werden. Die Gruppe ist in Furcht – einzig Christopher, Sela, Anda, Alex und Phoebe vermuten, dass es kein Alien gibt und Zac lediglich weitere Beweise vernichten wollte. Sie finden einen Datenträger mit einer Aufnahme aus dem Kontrollraum, die zeigt, wie Zac zusammen mit Kai während Richards Außeneinsatz diesen mit einem Stromstoß getötet hat.
Christopher zeigt der Gruppe das Video und erklärt, dass Zac seitdem die Angst vor dem angeblichen Alien für seine Zwecke geschürt hat, um sich ihre Gefolgschaft zu sichern. Die anderen sind schockiert und wenden sich scheinbar von Zac ab. Da eröffnet dieser, er wolle lediglich die Gruppe schützen, da das Alien von Richard Besitz ergriffen habe und nun anscheinend auf einen anderen übergesprungen sei. Er schafft es, den Hass der Gruppe auf Peter zu lenken, der in der Vergangenheit durch seine Aggressivität aufgefallen ist. Außer Kontrolle jagen Zacs Anhänger Peter durch das Schiff und prügeln ihn schließlich zu Tode.
Christopher versucht, den geheimen Raum zu öffnen, da er dort Waffen vermutet, doch Zacs Gruppe gelingt dies zuerst. Nun bewaffnet jagen sie die fünf „Abtrünnigen“ durch das Schiff, wobei Anda und Alex überlaufen und Phoebe von Kai getötet wird. Christopher und Sela versuchen, Zac zu töten, doch sie müssen flüchten. Sie werden von Kai angegriffen und können ihn töten, werden aber von Zac verfolgt, der ohne Rücksicht auf die empfindliche Bordtechnik auf sie schießt. Sie verstecken sich in der Außenbordschleuse, legen Raumanzüge an und öffnen das Außenschott. Als Zac die innere Schleusentür aufschießt, wird er, unter Mithilfe von Christopher und Sela, durch das geöffnete Außenschott ins All geschleudert.
Nach Zacs Tod können Sela und Christopher die Gruppe zum Weglegen der Waffen bewegen. Sela wird als neue Erste Offizierin bestimmt. Die Gruppe will von nun an ohne die hemmende Droge auskommen und über Entscheidungen gemeinsam abstimmen. Zeitsprünge zeigen das Altern der Besatzungsmitglieder und das Heranwachsen einer neuen Generation Kinder. Schließlich, 86 Jahre nach dem Start, erreichen die Nachkommen den Zielplaneten.

## Produktion

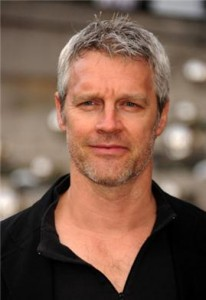
Regisseur Neil Burger

Regie führte Neil Burger, der auch das Drehbuch schrieb.
Die Dreharbeiten fanden im Sommer 2019 in der rumänischen Hauptstadt Bukarest statt. Als Kameramann fungierte Enrique Chediak.
Die Filmmusik komponierte Trevor Gureckis. Das Soundtrack-Album mit insgesamt 17 Musikstücken wurde am 16. April 2021 von Lakeshore Records veröffentlicht.
Der erste Trailer wurde Mitte März 2021 vorgestellt. Ein Start in den US-Kinos erfolgte am 9. April 2021. Am 30. April 2021 wurde der Film in das Programm von Prime Video aufgenommen. Am 3. November 2022 will EuroVideo den Film in Deutschland auf DVD veröffentlichen.

## Rezeption
Die Kritiken waren bislang eher negativ. So sind lediglich 25 Prozent der bei Rotten Tomatoes aufgeführten Kritiken positiv.

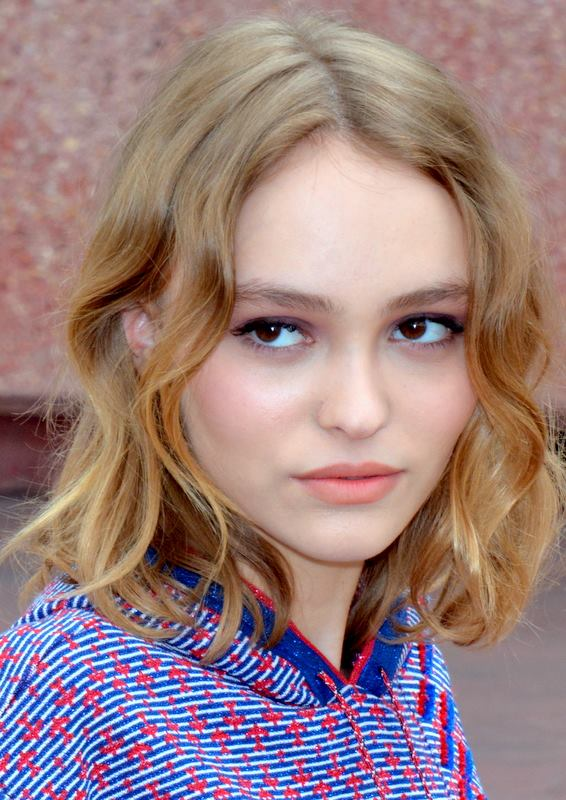
Lily-Rose Depp

Der Film wurde von der Prämisse her immer wieder als „Herr der Fliegen im Weltraum“ beschrieben, von der Machart her auch als „Passengers ohne Hyperschlafkapseln“ oder als „Nostromo für Teenager“.
David Rooney von The Hollywood Reporter schreibt, die Konflikte fühlten sich ein wenig zu abgedroschen und die Figuren zu dünn gezeichnet an, womit der Film eine Chance vertan habe, würde doch diese Gruppe junger Menschen, von einer Droge befreit, die die ganze Zeit ihre Sinne betäubte, und damit plötzlich der ganzen Bandbreite der Gefühle der menschlichen Natur wie Wut, Lust, Eifersucht, Angst und Euphorie ausgesetzt. Neil Burger scheine weniger daran interessiert zu sein, die physische Gewalt als Folge von der Befreiung von „The Blue“ zu zeigen, sondern vielmehr, wie Egoismus an die Stelle der gegenseitigen Fürsorge oder des Einsatzes für das große Ganze tritt. Das wäre auch in Ordnung, so Rooney, seien die Figuren nicht so wenig umrissen. Abgesehen von Tye Sheridan, Lily-Rose Depp und Fionn Whitehead könnten nur Quintessa Swindell als duldsame Idealistin und Archie Madekwe als Zacs Stellvertreter ein wenig Persönlichkeit in ihre Rollen einbringen.
Dominik Kamalzadeh schreibt in seiner Kritik für derstandard.de, es brauche einen leicht verschobenen Blick auf die oktroyierte Mission dieser jungen Leute, die sich die Frage stellen müssen, warum sie ihre Leben für eine Zukunft geben sollen, an der sie selbst nicht mehr teilhaben. Es werde im Film jedoch nicht allzu philosophisch, denn man sei in Voyagers, nicht auf Stanisław Lems Solaris. Auch wenn sich die jungen Menschen als soziale Wesen zu begreifen beginnen, nachdem sie sich aus der Sedierungszone herausbewegen, bleibe Voyagers ein Action-Kammerspiel. Der Film profitiere dabei von der klaustrophobischen Innenarchitektur, den schmalen Gängen der Humanitas, in denen sich kleine Schlupflöcher auftun, sodass auch die Spannungskurve nicht abflache. Das Produktionsdesign von Scott Chambliss, die sauber-weißen, sterilen Flure, durch die die Kamera von Enrique Chediak mitunter wie ein Dämon hindurchrast, erweise sich dabei als perfekte Kontrastfolie für einen Film, in dem die Vernunft vom Chaos der Triebe ausgehebelt wird.

## Synchronisation
Die deutsche Synchronisation entstand nach der Dialogregie von Patrick Roche im Auftrag von Neue Tonfilm, München.
| Darsteller             | Synchronsprecher        | Rolle       |
| ---------------------- | ----------------------- | ----------- |
| Tye Sheridan           | Sebastian Fitzner       | Christopher |
| Lily-Rose Depp         | Leslie-Vanessa Lill     | Sela        |
| Fionn Whitehead        | Amadeus Strobl          | Zac         |
| Chanté Adams           | Paulina Rümmelein       | Phoebe      |
| Quintessa Swindell     | Lea Kalbhenn            | Julie       |
| Archie Madekwe         | Tobias Kern             | Kai         |
| Isaac Hempstead-Wright | Manuel Scheuernstuhl    | Edward      |
| Viveik Kalra           | Benjamin Krause         | Peter       |
| Madison Hu             | Felicitas Bauer         | Anda        |
| Archie Renaux          | Tobias John von Freyend | Alex        |
| Wern Lee               | Sebastian Kempf         | Tayo        |
| Colin Farrell          | Florian Halm            | Richard     |